# Paradidyma peruviana
Paradidyma peruviana är en tvåvingeart som beskrevs av Townsend 1928. Paradidyma peruviana ingår i släktet Paradidyma och familjen parasitflugor.
Artens utbredningsområde är Peru. Inga underarter finns listade i Catalogue of Life.